# Limnephilus uintah
Limnephilus uintah là một loài Trichoptera trong họ Limnephilidae. Chúng phân bố ở miền Tân bắc.